# 2394 Nadeev

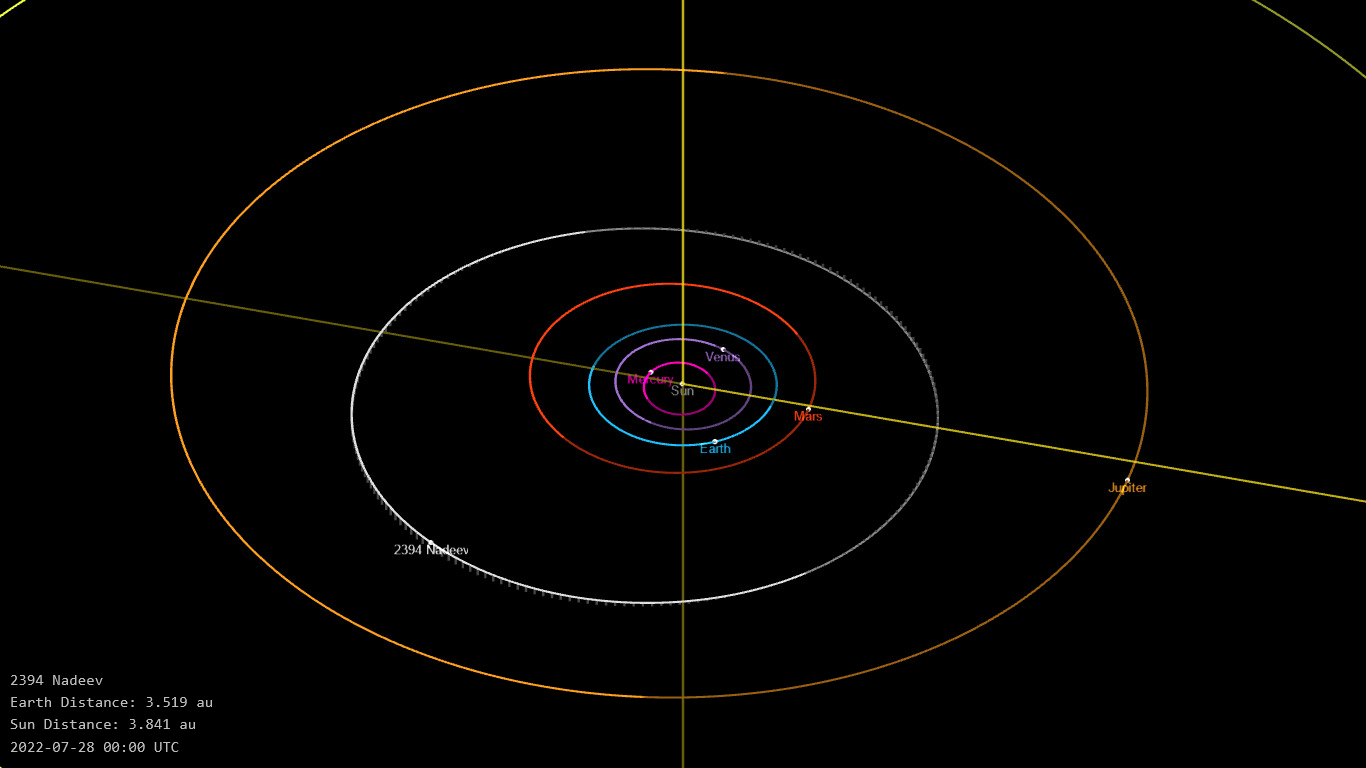

2394 Nadeev è un asteroide della fascia principale del diametro medio di circa 44 km. Scoperto nel 1973, presenta un'orbita caratterizzata da un semiasse maggiore pari a 3,1785258 UA e da un'eccentricità di 0,2086771, inclinata di 1,62533° rispetto all'eclittica.
L'asteroide è dedicato all'astrometrico russo Lev Nikolaevič Nadeev.